# Silvestro Valier
Silvestro Valier (Venezia, 28 marzo 1630 – Venezia, 7 luglio 1700) è stato un politico e diplomatico italiano, 109º doge della Repubblica di Venezia dal 1694 alla morte.

## Biografia

### Giovinezza ed educazione
Nacque da Bertuccio Valier (del ramo residente a San Giobbe, che sarà doge dal 1656 al 1658) e da Benedetta Pisani (del ramo "dei Garzoni" residente a Santa Maria Zobenigo). Ebbe un fratello e una sorella: Massimo, deceduto in giovane età, e Bianca, andata sposa ad Alvise Mocenigo e anch'ella morta prematuramente; questo gli permise di diventare unico erede del cospicuo patrimonio familiare.

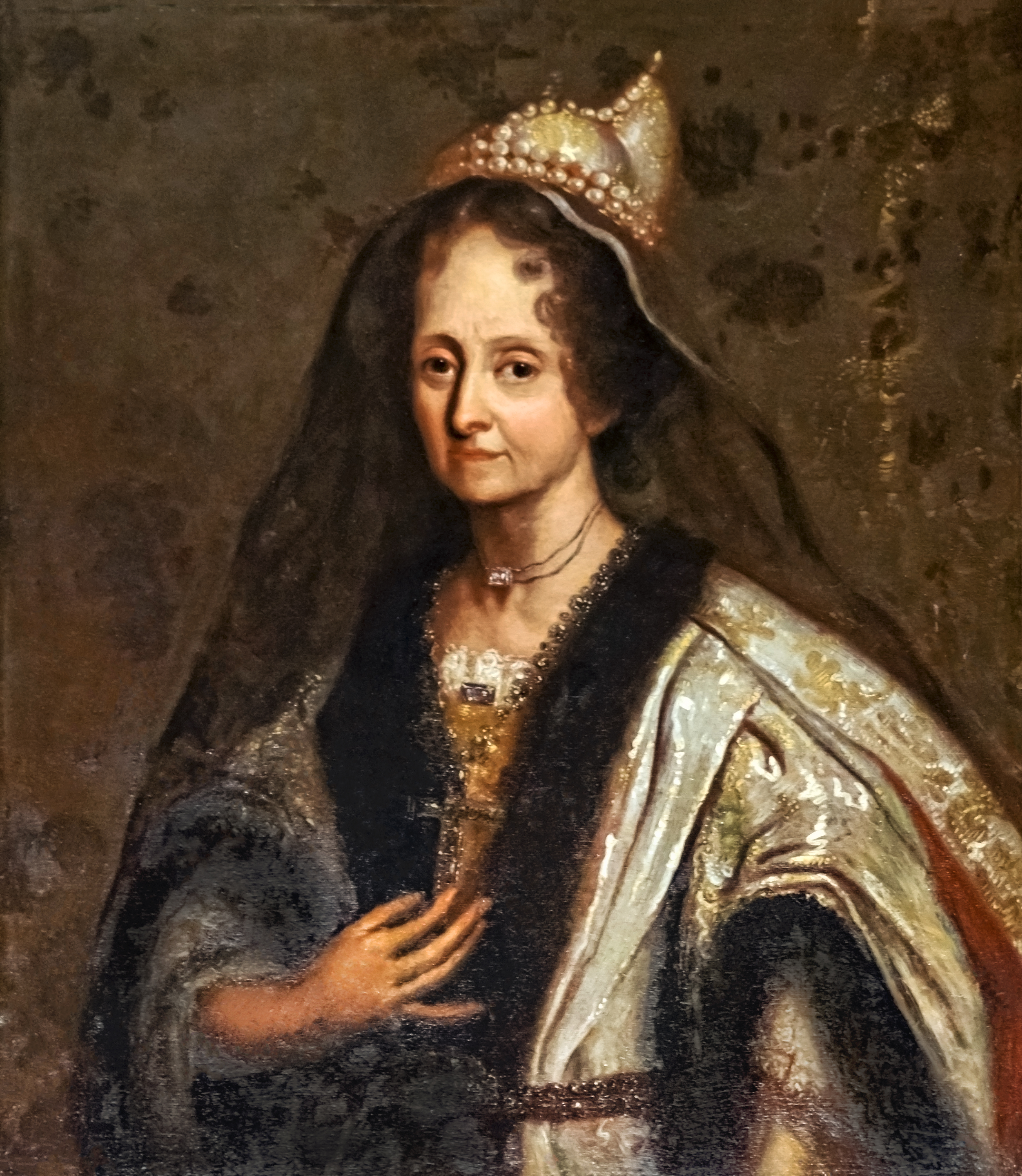
La dogaressa Elisabetta Querini ritratta da Nicolò Cassana

Scarse le notizie attorno all'infanzia e alla giovinezza. Educato in casa da precettori, l'8 luglio 1648 convolò a nozze con Elisabetta Querini, esponente dell'illustre ramo "Stampalia" che gli portò in dote 45 000 ducati. Secondo i contemporanei, aveva un carattere simile a quello del padre: gentile e capace di farsi benvolere, amante del fasto, era però considerato meno dotato politicamente.

### Carriera politica
A soli diciannove anni, il 1º agosto 1649, venne nominato procuratore di San Marco de supra, non per meriti (era la sua prima carica politica) ma grazie all'esborso di 25 000 ducati. Successivamente, già prima dei venticinque anni, ebbe gli incarichi di depositario al Banco Giro (1649), provveditore sopra Feudi (1650) e altre magistrature finanziarie e fiscali. Ricoprì ruoli anche nell'amministratore territoriale come provveditore ai beni inculti (1654), ai beni comunali (1654 e 1655) e, di nuovo, sopra Feudi (1662). Nel 1656 e, ancora, nel 1660 divenne savio alla Mercanzia. Nel 1662 entrò tra i riformatori allo studio di Padova, carica che ricopri per altre cinque volte tra il 1668 e il 1683.
Figura nota per la grande dignità e la nobile presenza, nel 1666 ebbe il compito di incontrare l'infanta di Spagna Margherita, in viaggio per sposare l'imperatore Leopoldo I. Per l'occasione organizzò sfarzosi festeggiamenti che gli valsero la nomina a cavaliere.
La sua carriera si sviluppò senza interruzioni, alternando cariche di notevole varietà. Fu soprintendente alle Decime del clero (1680), savio all'Eresia (1678 e 1683), esecutore contro la Bestemmia (1668 e 1682), sopra Monasteri (1668), sopraprovveditore alle Pompe (1684). Per quanto riguarda l'ambito militare fu provveditore alle Artiglierie (1669), alla Milizia da mar (1677), alle Fortezze (1679) e inquisitore all'Arsenale (1680). Ricoprì anche incarichi diplomatici, entrando nelle ambascerie straordinarie ai papi Clemente IX (1669), Clemente X (1670), Innocenzo XI (1676), Alessandro VIII (1689) e Innocenzo XII (1691), tutte annullate su richiesta degli stessi pontefici. Alessandro VIII, tuttavia, lo nominò procuratore nel matrimonio tra la nipote Cornelia Zen Ottoboni e il principe Urbano Barberini (1691). Nel 1684 fu tra i quarantuno elettori del doge Marcantonio Giustinian.

### Dogato
Non fece mai parte del Collegio dei Savi, si disse, per non sfigurare di fronte al padre che vi sedette per molto tempo. Nonostante ciò, godette sempre della stima del popolo (che beneficava con opere caritatevoli) e del Senato. Ulteriormente favorito dalla ricchezza e dalle parentele illustri, non gli fu difficile accedere al dogato, il 25 febbraio 1694. Incoronato due giorni dopo, il 4 marzo volle incoronare in via eccezionale anche la dogaressa, nonostante questa cerimonia fosse vietata dal 1645.
Durante il suo governo assistette ad alcuni rilevanti eventi internazionali, alcuni con risvolti negativi per la Serenissima.

### Morte

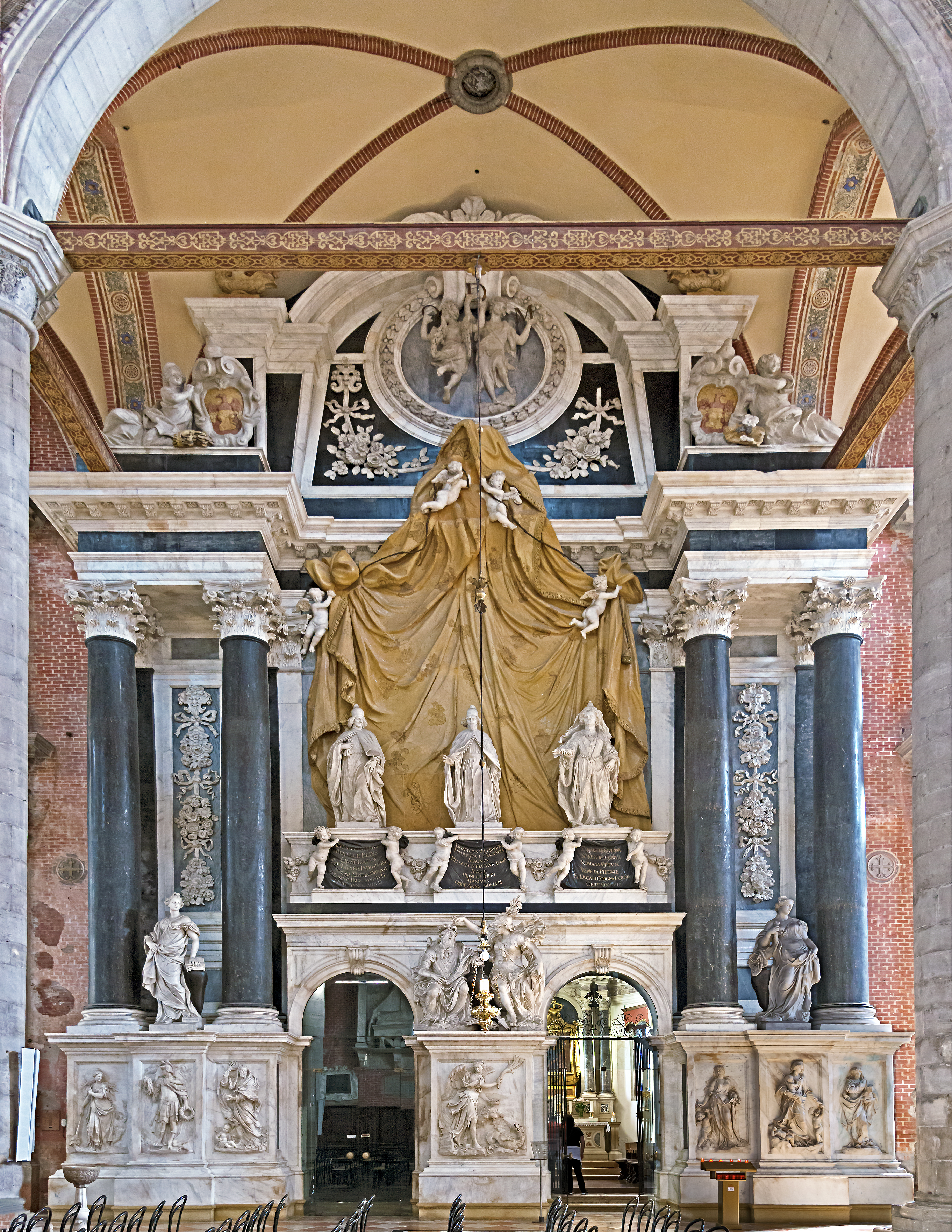
Mausoleo della famiglia Valier ai Santi Giovanni e Paolo

Morì il 5 luglio 1700 «da febre, gota e caduta». Fu sepolto ai Santi Giovanni e Paolo, in un mausoleo da lui stesso commissionato su cui si stagliano la propria statua, quella del padre e quella della consorte (morta nel 1709).
Privo di discendenza (il suo unico figlio, Bertuccio, era morto a soli quattro mesi), nominò proprio erede il parente Silvestro Bembo (ramo "di riva de Biasio", discendente della zia materna Bianca), con il vincolo di fedecommesso e l'obbligo di precedere il cognome Valier al proprio e di assegnare ai successori i nomi di Bertuccio o Silvestro. Nel testamento si ha ulteriore prova della sua grande munificenza, di cui beneficarono numerose istituzioni ecclesiastiche e caritatevoli.